# Inara George
Inara George (Baltimore, 1974. július 4. –) amerikai énekesnő, dalszerző. A The Bird and the Bee énekes duett egyik tagja. A másik: Greg Kurstin.

## Pályafutása
Inara George Lowell George-nak, aki a Little Feat rock and roll együttesnek volt az alapítója. Édesanyja: Elizabeth George. Jackson Browne megírta az „Of Missing Persons” című dalt Inara George-nak az édesapja halála után, aki közvetlenül Inara ötödik születésnapja előtt halt meg.
Féltestvérei: Luke, Forrest és Jed.
Inara George-ot fiatalon a színház foglalkoztatta. Bostonba költözött, hogy klasszikus színházi hagyomány szerint színészetet tanuljon.
Amikor egy nyáron hazalátogatott, egy középiskolai barátja elindította a Lode nevű zenekart. Meglepetésükre a társai szerződést kötöttek a Geffen Recordsszal, és kiadták a Legs & Arms albumot (1996). Később Inara George csatlakozott Bryony Atkinsonhoz, hogy megalakítottak a Merrick együttest − egy indie rock duót − amely két albumot adott ki, majd 2002-ben feloszlott.
Három évvel később Inara kiadta szólólemezét, az All Rise-t. Az All Rise producere, Michael Andrews, és Greg Kurstin megalakította a Bird and the Beet. 2006-ban kiadtak egy saját albumot, amelyet számos EP követett.
Inara George amellett saját külön projektjével is foglalkozott, a tapasztalt  producerrel és családi barátjával, Van Dyke Parksszal összeállt a 2008-as An Invitation című film forgatására.

## Albumok
Szólólemezei
- 2005: All Rise
- 2008: An Invitation (és Van Dyke Parks)
- 2009: Accidental Experimental
- 2018: Dearest Everybody

The Bird and the Bee
- 2006: Again and Again and Again and Again
- 2007: The Bird and the Bee
- 2007: Please Clap Your Hands
- 2008: One Too Many Hearts
- 2009: Ray Guns Are Not Just the Future
- 2010: Interpreting the Masters Volume 1: A Tribute to Daryl Hall and John Oates
- 2015: Recreational Love
- 2019: Interpreting the Masters, Volume 2: A Tribute to Van Halen
- 2020: Put Up the Lights

## Filmek
- Inara George az IMDb-n